# لينفال ديكسون
لينفال ديكسون (بالإنجليزية: Linval Dixon) (مواليد 14 سبتمبر 1971) هو لاعب كرة قدم. يلعب مع منتخب جامايكا لكرة القدم. سبق له أن لعب في كأس العالم لكرة القدم مع منتخب بلاده.

## روابط خارجية
- لينفال ديكسون على موقع الاتحاد الدولي (مؤرشف)  (الإنجليزية)
- لينفال ديكسون على موقع قاعدة بيانات كرة القدم.إي يو (الإنجليزية)
- لينفال ديكسون على موقع ناشيونال فوتبول تيمز (الإنجليزية)
- لينفال ديكسون على موقع Soccerway.com (الإنجليزية)